# Lasy Nadarzyńskie

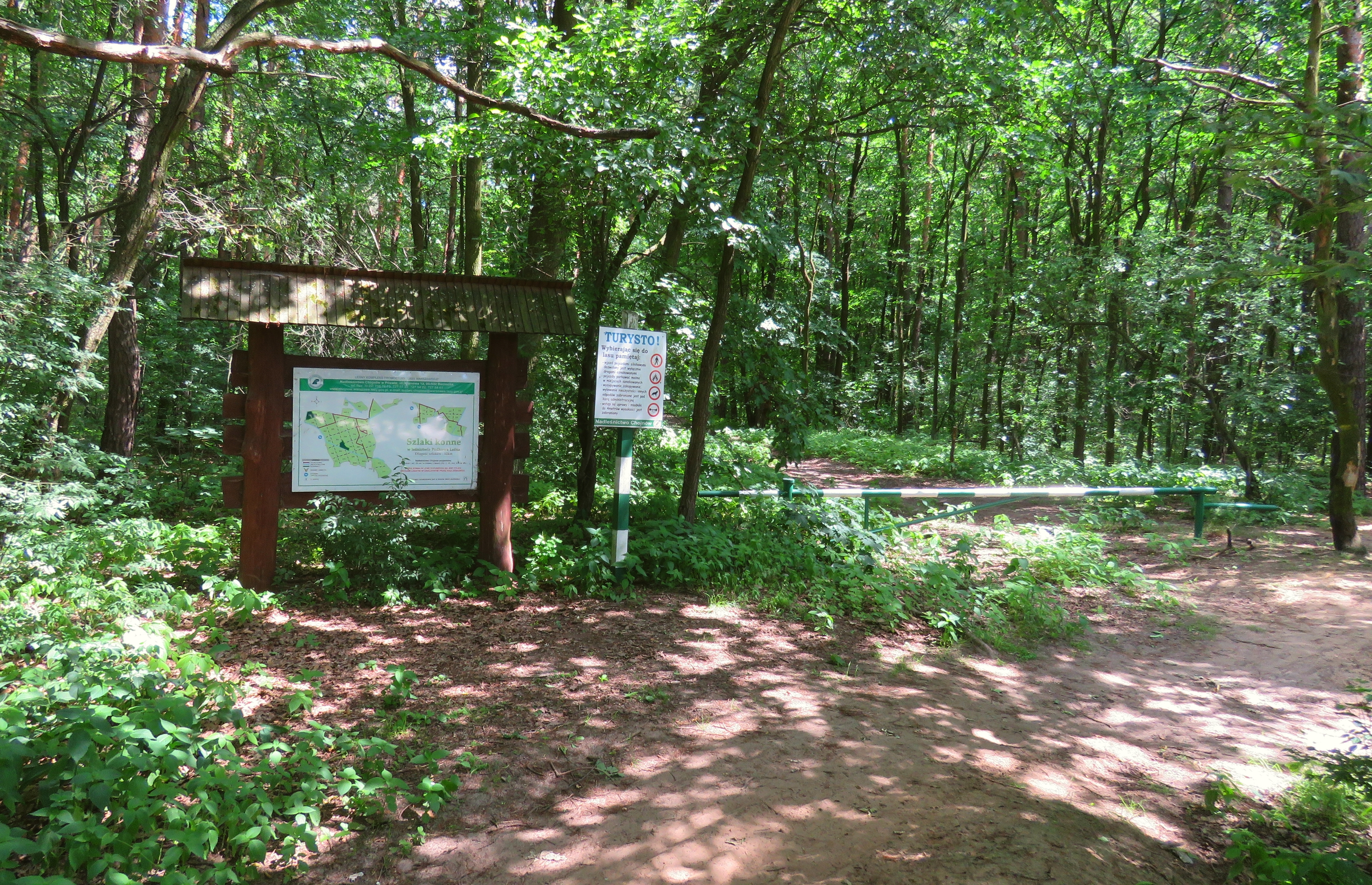
Rezerwat im.Bolesława Hryniewieckiego, Lasy Nadarzyńskie (Młochowskie)

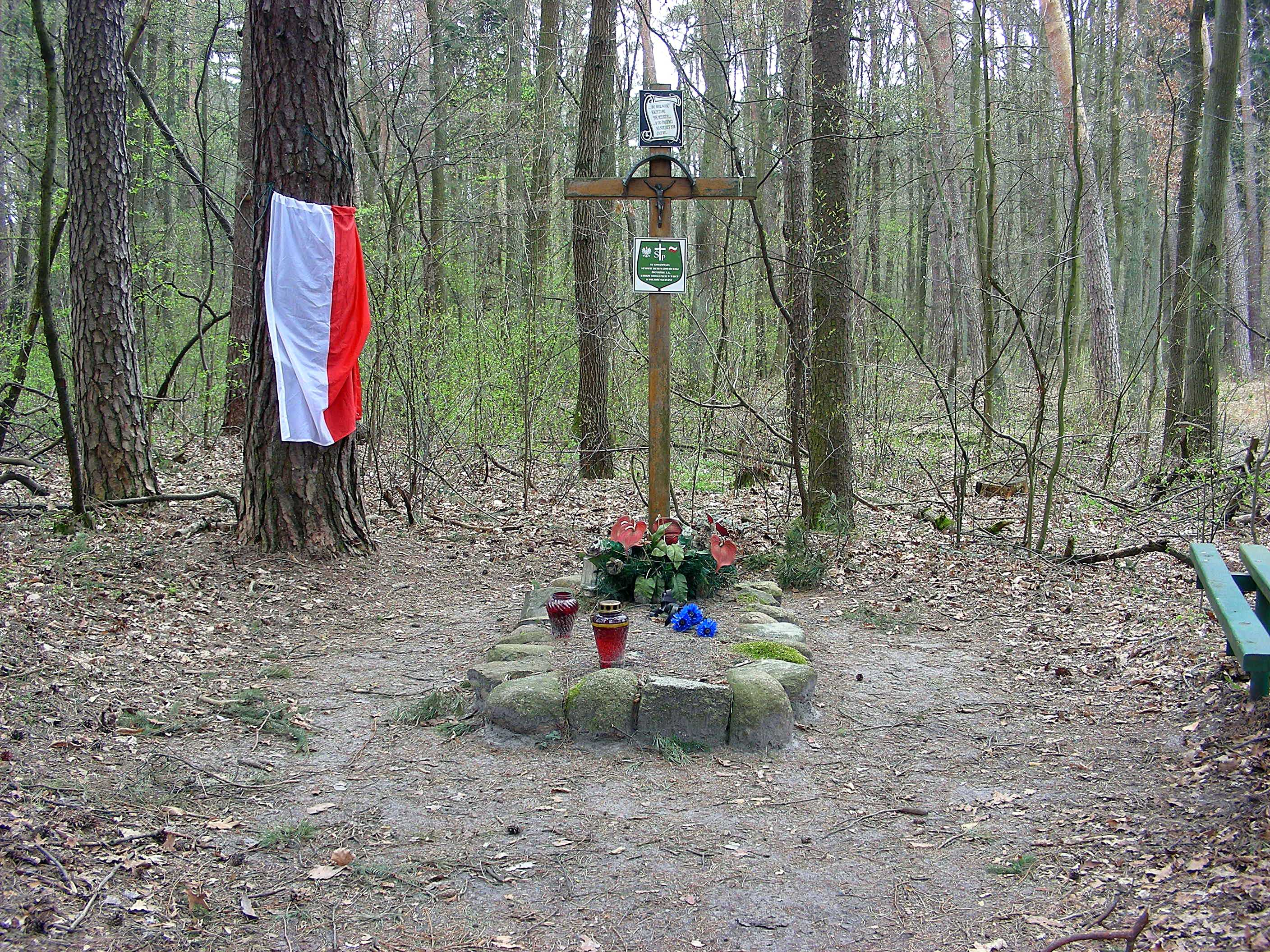
Grób nieznanych żołnierzy Armii Krajowej, w głąb lasu od Leśniczówki "Dębak", zdjęcie z 6 kwietnia 2014

Lasy Nadarzyńskie (Młochowskie) – kompleks leśny nazywany również Lasami Młochowskimi, położony w województwie mazowieckim, na Równinie Łowicko-Błońskiej na północ i zachód od Nadarzyna.
Występuje tu bór sosnowy z licznym starodrzewiem, miejscami przechodzi w las mieszany. Dominującym gatunkiem jest sosna pospolita, ponadto występuje brzoza, dąb, osika, modrzew, świerk, olsza i akacja. W podszycie rośnie leszczyna, jarzębina, trzmielina, jałowiec i grab. W runie często spotykana borówka czernica, mchy rokiet i widłoząb, konwalijka dwulistna, konwalia majowa, malina kamionka, pszeniec jagodowy, paproć orlica, śmiałek darniowy, trzcinnik, szczawik i borówka brusznica. Faunę reprezentują m.in. sarny, lisy, dziki i borsuki. Na północno-zachodnim krańcu Lasów Nadarzyńskim znajduje się miasto Podkowa Leśna, a w nim starodrzew stanowiący pomniki przyrody m.in. dęby i lipy, które tworzą aleję im. Tadeusza Baniewicza złożoną ze 175 lip drobnolistnych. Do obszaru Lasów Nadarzyńskiego należą również podkowińskie rezerwaty: Zaborów im. W. Tyrakowskiego i rezerwat im. Bolesława Hryniewieckiego. Do 1945 lasy były częścią majątku w Młochowie, stąd ich druga nazwa Lasy Młochowskie.